# تری سکری
تری سکری (به چکی: Tři Sekery) یک منطقهٔ مسکونی در جمهوری چک است که در Cheb District واقع شده‌است.

## خصوصیات
تری سکری ۴۱٫۲۲ کیلومترمربع مساحت و ۸۷۳ نفر جمعیت دارد و ۶۶۵ متر بالاتر از سطح دریا واقع شده‌است.